# Сегалович, Лев Маркович
Лев Ма́ркович Сегало́вич (25 сентября 1916, Херсон — 27 марта 2001, Москва) — советский боксёр наилегчайшей весовой категории, выступал на всесоюзном уровне в 1930-х — 1940-х годах. Шестикратный чемпион СССР, призёр многих международных турниров и матчевых встреч. На соревнованиях представлял Вооружённые силы, заслуженный мастер спорта СССР (1949). Также известен как тренер по боксу, занимался подготовкой московских армейцев, в частности был личным тренером олимпийского чемпиона Вячеслава Лемешева. Заслуженный тренер СССР (1972). Участник Великой Отечественной войны.

## Биография

Лев Сегалович на ринге (справа).

Родился 25 сентября 1916 года в Херсоне, однако вскоре родители решили переехать в Харьков. Рос в рабочей многодетной семье, с детства увлекался спортом, в школе играл в волейбол, занимался гимнастикой. Позже поступил в Харьковский химико-технологический институт, но через какое-то время обратил на себя внимание боксёрских тренеров и после первого курса перевёлся в Киевский государственный институт физической культуры, который окончил в 1938 году. Проходил подготовку под руководством заслуженного тренера Украинской ССР, кандидата педагогических наук Михаила Ивановича Романенко.
Первое время выступал за спортивное общество «Строитель», затем в течение многих лет представлял различные армейские команды. Первого серьёзного успеха на ринге добился в 1936 году, когда занял первое место на первенстве Украины в Одессе (оставался в этом звании шесть лет подряд, побеждая всех сильнейших боксёров республики). Кроме того, в 1938 году занял третье место в зачёте всесоюзного первенства и получил золотую медаль на чемпионате спортобществ профсоюзов, тогда как в 1940 году впервые выиграл титул чемпиона СССР.
Из-за начавшейся Великой Отечественной войны вынужден был прервать спортивную карьеру, добровольцем записался в армию. Вначале служил в эвакогоспитале, затем инструктором лыжной и физической подготовки, командиром взвода учебного батальона. С 1943 года — на фронте. Награждён орденом Отечественной войны II степени, медалью «За победу над Германией в Великой Отечественной войне 1941—1945 гг.»
В 1944 году, находясь на курсах усовершенствования офицеров в Подольске, был отозван вместе с другими боксёрами для участия в чемпионате СССР. Выиграл этот турнир и впоследствии удерживал чемпионское звание в течение пяти сезонов.
Сегалович, будучи левшой, боксировал в левосторонней стойке. Обычно он неожиданно для противника смещался влево, делая уклон влево и перенося вес тела на левую ногу. Тем самым он создавал удобное исходное положение для нанесения бокового удара левой или удара левой снизу. После этого боксер без задержки делал шаг вперед правой и тотчас левой ногой, которая обгоняла правую, и наносил боковой удар левой в голову или удар левой снизу в туловище. В настоящее время эти приемы называются ударами со скачком или с двойным шагом вперед.
Также участвовал в матчевых встречах со сборными Югославии, Чехословакии и Польши, в 1946 году выиграл Всеславянский турнир в Праге. На чемпионате Советского Союза 1949 года в Каунасе занял второе место, уступив лидерство молодому и перспективному Анатолию Булакову. В 1950 году на первенстве страны в Свердловске вновь встретился в финале с Булаковым, попытался взять у него реванш, но снова проиграл. Всего в его послужном списке 128 боёв, из них 121 окончен победой. За свои спортивные достижения удостоен звания заслуженного мастера спорта и признан выдающимся боксёром СССР.
После завершения спортивной карьеры в 1951 году Сегалович перешёл на тренерскую работу. Долгие годы работал тренером в боксёрской команде ЦСКА, воспитал многих талантливых бойцов, среди них чемпионы страны, призёры и победители различных международных турниров. Наиболее известный его ученик Вячеслав Лемешев стал олимпийским чемпионом и двукратным чемпионом Европы — за подготовку этого спортсмена в 1972 году ему присвоено почётное звание «Заслуженный тренер СССР».
Умер  Москве 27 марта 2001 года, похоронен на Ваганьковском кладбище, участок № 12 «А».
Упоминается в телесериале «Место встречи изменить нельзя» и романе «Эра милосердия», где фотограф Гриша Ушивин хвастается: «У меня удар правой 95 кг. Сам Сегалович отказался от встречи со мной». Однако это не более чем фантазия фотографа, ведь он — известный выдумщик.